# Auto Destruct
Auto Destruct est un jeu vidéo mêlant action-aventure et combat motorisé, développé par le studio suédois Neurostone, et édité par Electronic Arts. Il est publié sur console PlayStation en janvier 1998 en Amérique du Nord.

## Système de jeu
Le jeu prend place dans un futur où sont semés chaos et terreur. Une mystérieuse organisation appelée Temple donne au joueur une voiture armée afin qu'il puisse stopper tous ces actes malveillants,. Le joueur incarne Booth, le conducteur du véhicule, qui doit suivre les instructions données sur sa radio. Le jeu possède trois options de perspectives caméra ; dans la voiture, derrière la voiture, ou vue de dessus et derrière la voiture. 
Le joueur roule dans les rues à la poursuite de tanks et hélicoptères à détruire, escortant un VIP, ou un mélange des deux objectifs. Le joueur peut réparer son véhicule en se stationnant dans des stations à essence dans chacune des trois villes du jeu. Le joueur possède également plusieurs types d'armes à sa portée comme des mitrailleurs, missiles, et des mines.

## Accueil
L'agrégateur MobyGames attribue à un jeu une moyenne générale de 69 % basée sur 9 critiques. GameSpot attribue une note de 4,4 sur 10, et compare l'histoire du jeu à celle de The Punisher des Marvel Comics, et de l'émission Le Retour de K 2000 avec David Hasselhoff. IGN est plus généreux, lui attribuant une note de 6 sur 10.